# Steffturbine
Die Steffturbine ist eine Turbine zur Erzeugung elektrischer Energie aus Wasserkraft. Ihre Funktionsweise und Leistungsfähigkeit wurde durch die wissenschaftlichen Untersuchungen von Ivo Baselt im Rahmen seiner Dissertation nachgewiesen.
Die Steffturbine ist für einen Einsatz in Kleinwasserkraftanlagen geeignet und lässt sich in modularer Bauweise betreiben. Ein Modul kann bei Fallhöhen von 3 bis 5 Metern und Durchflüssen bis zu 0,5 m³/s eingesetzt werden und erzeugt dabei eine Leistung von bis zu 10 kW. Die Steffturbine wurde von der Walter Reist Holding AG entwickelt und wird als Komplettsystem inklusive Generator und Steuerungselektronik vertrieben. Die Steffturbine bildet zusammen mit der Fischtreppe Steffstep und dem Steffmaster die sogenannte Steffworld.

## Funktionsweise

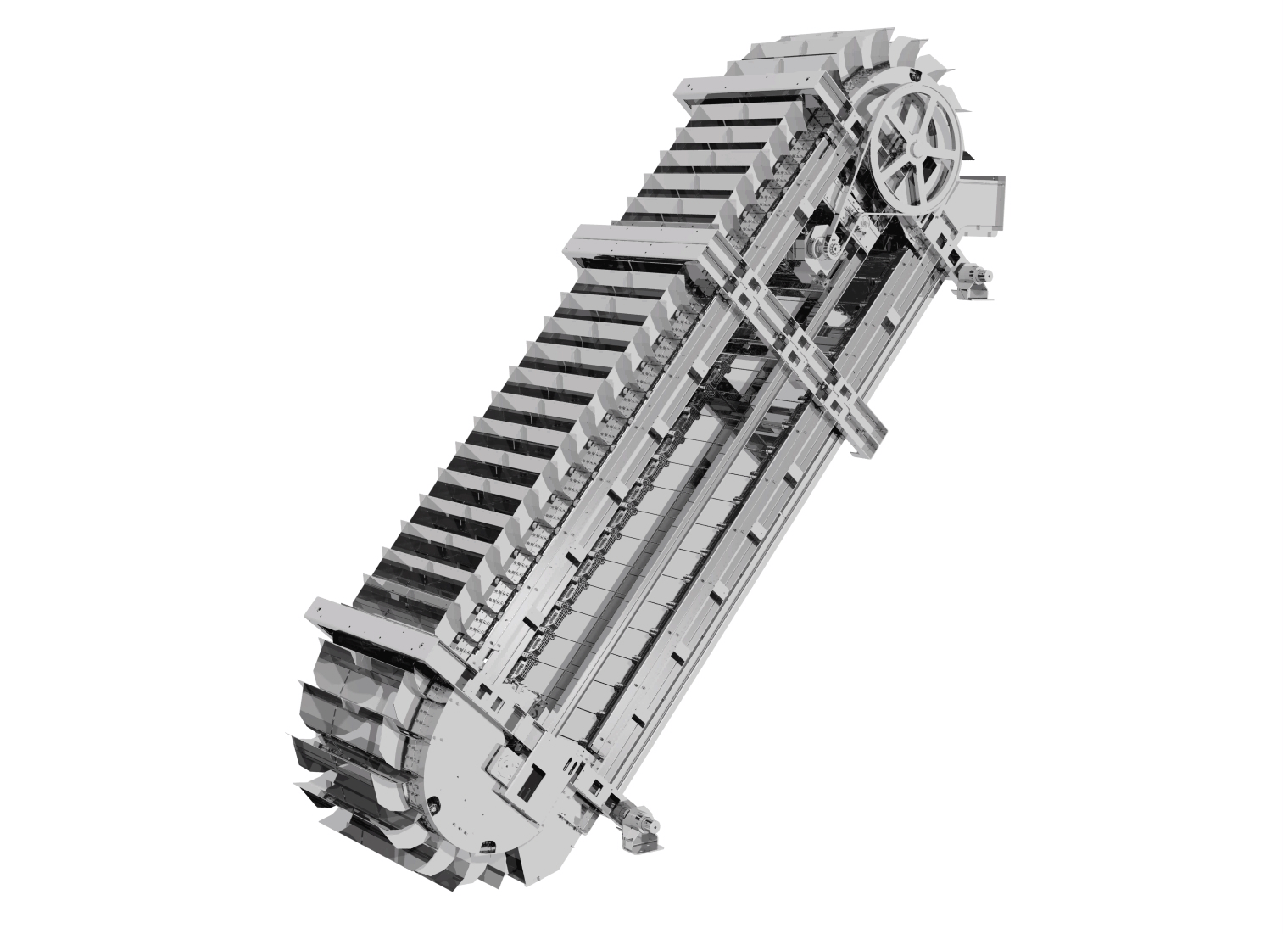
Zeichnung der Steffturbine

Die Steffturbine arbeitet  wie ein  Wasserrad, da sie im Wesentlichen durch die potenzielle Energie des Wassers angetrieben wird. Sie besteht aus einer mit profilierten Schaufeln bestückten Förderkette, die auf einer schiefen Ebene um zwei Rollen läuft. Sie sind so angeordnet, dass das Triebwasser oben am unteren Kettentrum  zwischen den Schaufeln eintritt und an der unteren Umlenkrolle austritt. Dabei sind verschiedene Neigungen der Turbine möglich.
Die Steffturbine wird durch einen Einlaufkanal mit Wasser befüllt. Durch das einströmende Wasser werden die Schaufeln belastet. Durch die Kräfte, die auf die Schaufeln wirken, wird die auf Rollen gelagerte Kette in Bewegung gesetzt. Die sich bewegende Kette versetzt daraufhin die Rollen in eine Rotationsbewegung. An die rotierenden Rollen ist ein Generator über eine Übersetzung angeschlossen. Der Generator wandelt die mechanische Leistung der Rotationsbewegung in eine elektrische Leistung um. Durch die Leistungselektronik wird die dabei erhaltene Spannung moduliert und für die verschiedenen Betriebsarten aufbereitet.

## Einsatzgebiete

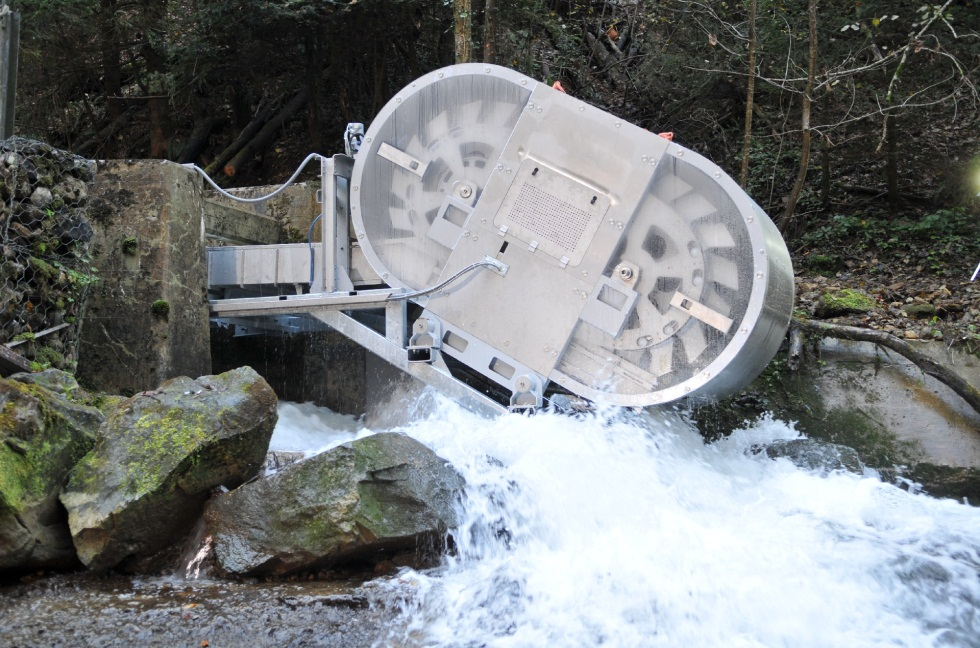
Installierte Steffturbine am Pilgersteg, Rüti, Schweiz

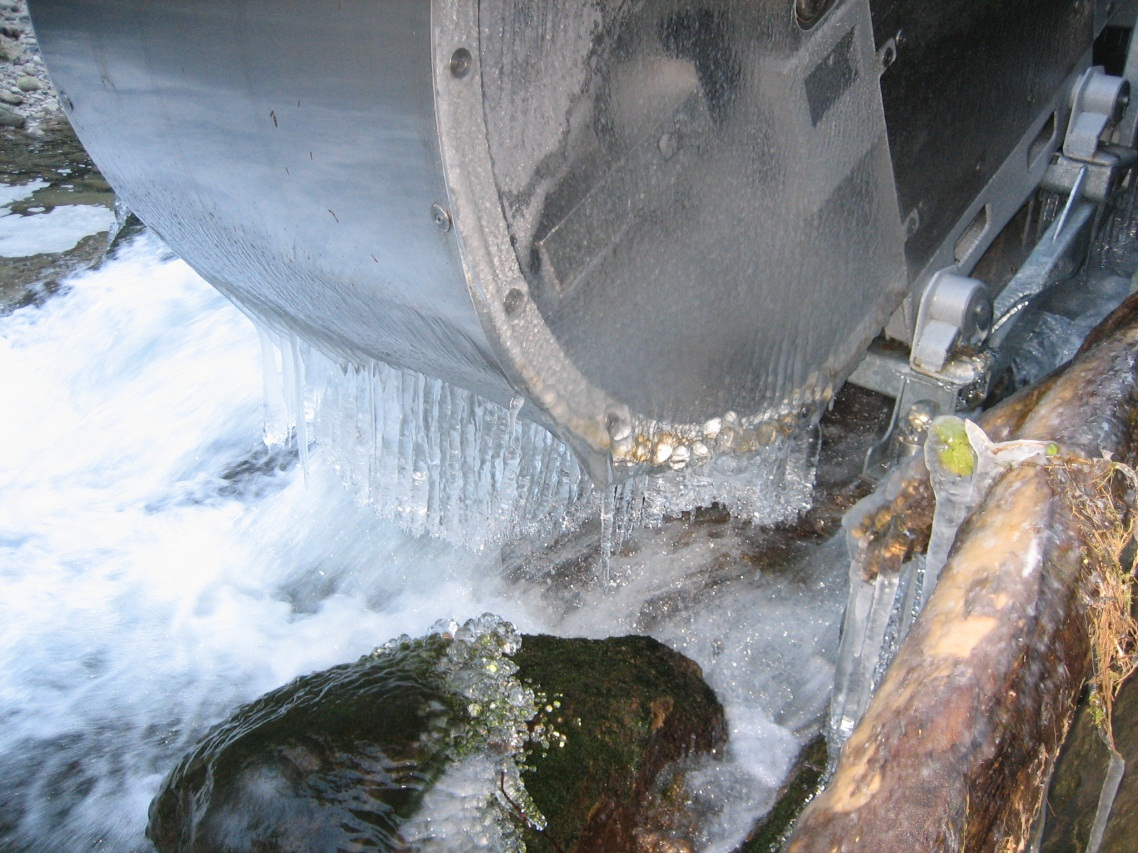
Steffturbine am Pilgersteg, Rüti, Schweiz im Winter

Die Steffturbine kann zur Netzeinspeisung, im Inselbetrieb oder in autarken Verbundnetzen eingesetzt werden. Die mechanische Konstruktion unterscheidet sich nicht zwischen den einzelnen Betriebsarten. Lediglich die Leistungselektronik muss mit verschiedenen Komponenten ausgestattet werden.
Die Steffturbine kann überall da eingesetzt werden, wo Wasser mit einem Gefälle fließt. Dazu gehören unter anderem Flüsse, Stauanlagen, Kläranlagen oder bestehende Staustufen, die revitalisiert werden sollen. Neigung und Länge der Steffturbine werden dabei an die jeweiligen Gegebenheiten angepasst. Die Steffturbine kann im einfachsten Fall auch auf die Wasseroberfläche gelegt werden, wo sie dann durchströmt wird. Somit bleibt das Ökosystem des Flusslaufs weitgehend unbeeinflusst.

## Wirkungsgrad
Bei Neigungen von 30° bis 60° arbeitet die Turbine am effizientesten. Der Wirkungsgrad wurde für die einzelnen Entwicklungsstufen der Turbine labortechnisch untersucht. Für den ersten Prototyp lag er bei maximal 86 %. Sich aus den Untersuchungen ergebende Optimierungsmöglichkeiten wurden weiter verfolgt und führten zu einer Verbesserung des Turbinenwirkungsgrads auf derzeit 92 %.